# Культура Донецької області
Культура Донецької області

## Театри
- Донецький національний академічний театр опери та балету імені А. Б. Солов'яненка
- Донецький академічний український музично-драматичний театр
- Донецький обласний російський драматичний театр (м. Маріуполь)
- Донецький обласний академічний російський театр юного глядача (м. Макіївка)
- Донецький академічний обласний театр ляльок
- Маріупольський театр ляльок

## Філармонії
- Донецька обласна філармонія

## Цирки
- Донецький державний цирк «Космос»

## Планетарії
- Донецький планетарій

## Музеї

### Міські музеї
- Донецький обласний краєзнавчий музей
- Донецький обласний художній музей
- Маріупольський краєзнавчий музей
- Маріупольський художній музей імені Куїнджі
- Маріупольський музей народного побуту
- Маріупольський музей історії та етнографії греків Приазов'я
- Макіївський художньо-краєзнавчий музей
- Горлівський художній музей
- Горлівський музей історії міста
- Горлівський музей мініатюрної книги імені В. А. Розумова
- Краматорський художній музей
- Музей історії міста Краматорська
- Слов'янський краєзнавчий музей
- Єнакіївський історичний музей
- Амвросіївський районний історико-краєзнавчий народний музей
- Костянтинівський краєзнавчий музей
- Бахмутський краєзнавчий музей
- Торезький музей імені А. Г. Стаханова
- Сніжнянський музей бойової слави
- Музей історії міста Харцизька
- Покровський краєзнавчий музей
- Дружківський художній музей
- Дебальцевський музей історії міста
- Волноваський краєзнавчий музей
- Донецький виставковий центр «Експодонбас»
- Донецька художня галерея
- Маріупольський виставковий зал імені Куїнджі

### Сільські та селищні музеї
- Музей П. М. Ангеліної (смт Старобешеве)
- Музей Г. Я. Сєдова (смт Сєдове, Новоазовського району)
- Великоанадольський музей лісу (смт Графське Волноваського району)
- Музей історії села Придорожнє Старобешівського району
- Музей народної архітектури, побуту та дитячої творчості (с. Прелесне Слов'янського району)
- Музей С. С. Прокоф'єва (с. Червоне Покровського району)
- Музей В. І. Немировича-Данченка (с. Ненудне Великоновосілківського району)
- Музей історії села Старомлинівка Великоновосілківського району

## Релігія
На території Донецької області станом на 1 квітня 2009 року з правом юридичної особи діють 1566 релігійних організацій, а саме: 1500 релігійних громад, 20 релігійних центрів та управлінь, 10 монастирів, 1 лавра, 23 місії, 1 братство, 1, а також мечеть та синагога.

### Монастирі
- Свято-Успенська Святогірська лавра
- Свято-Успенський Миколо-Василівський монастир у селі Микільське Волноваського району поєднує в собі:
  - Свято-Василівський чоловічий монастир
  - Свято-Миколаївський жіночий монастир
- Свято-Касперівський жіночий монастир
- Свято-Іверський жіночий монастир
- Свято-Сергіївський жіночий монастир у селі Сергіївка Слов'янського району
- Успенський Святогірський чоловічий монастир УПЦ КП у місті Слов'янську
- Монастир УГКЦ у місті Донецьку
- Монастир УГКЦ у селі Званівка Артемівського району

### Собори та церкви— пам'ятки архітектури
- Троїцький собор (м. Бахмут, 1746)
- Собор Олександра Невського (м. Слов'янськ, 19 ст.)
- Іоаннівська церква (м. Костянтинівка, 1898—1900)
- Покровський собор (м. Горлівка)
- Церква Різдва Богородиці (с. Андріївка Великоновосілківського району, 1795—1797)
- Церква Різдва Богородиці (смт Новоекономічне Покровського району, 1799)
- Михайлівська церква (с. Новомихайлівка Мар'їнського району, 1837)
- Преображенська церква (с. Коньково Тельманівського району, 1846)
- Іоанно-Богословська церква (с. Василівка Амвросіївського району, 1905)
- Петропавлівська церква (с. Червоне Покровського району, 1840)
- Вознесенська церква (с. Новотроїцьке Покровського району, 1893)
- Церква Володимирської ікони Божої Матері (м. Єнакієве)
- Троїцька церква (м. Макіївка)
- Олександро-Миколаївська церква (м. Макіївка)
- Миколаївська церква (м. Макіївка)
- Храм святителя Іоанна Златоуста (м. Бахмут)

## Палаци пам'ятки архітектури
- Палац спорту «Шахтар» (м. Донецьк, 1952)
- Палац культури імені Горького (м. Донецьк, 1915)
- Палац культури імені Франка (м. Донецьк, 1927)
- Палац металургійного заводу (м. Макіївка, 1959)
- Палац культури та техніки (м. Донецьк) — ДК ш. «Октябрська»

## Палаци культури міста Донецька
У місті Донецьку 28 відомчих Палаців культури, які утворюють міську мережу у 9 адміністративних районах міста.
- ПК ім. Г.Петровського 1927 р.; Зал на 600 місць
- ДК шахти «Трудівська» 1954 р.; Зал на 200 місць
- ПК ім. Маяковського 1955; Зал на 300 місць
- Міський ДК 1957; Зал на 400 місць
- Палац творчості дітей та юнацтва ім. А. М. Горького 1976 р. (відновлено 1982)р.; Зал на 300 місць
- ДК «Батьківщина» 1967 р.; Зал на 600 місць
- ДК шахти «Абакумова» 1957; Зал на 500 місць
- ДК шахти «Лідіївка» 1952 р.; Зал на 400 місць
- ПК ім. Островського (шахти «Кіровська») 1952 р.; Зал на 400 місць
- ПК ім. Франка 1927; Зал на 900 місць
- ДК Коксохімзаводу ім. Кірова 1965; Зал на 400 місць
- ДК «Смолянка» 1935; Зал на 400 місць
- ПК ім. В.Куйбишева 1953; Зал на 500 місць
- ПК ім. Т. Г. Шевченка 1956 р.; Зал на 300 місць
- ДК шахти «Жовтнева» 1972 р.; Зал на 580 місць
- ДК «Металургів» 1929; (Рік. 1967) Зал на 900 місць
- ДК заводу «Донецькміськмаш» ім. XXI КПРС 1954; Зал на 500 місць
- ПК ім. Горького ш/в «Червона зірка» 1955; Зал на 400 місць
- ПК ім. Ілліча 1935;
- ПК ім. Леніна «Провіданська» 1937; Зал на 300 місць
- ДК «Ювілейний» 1972; Зал на 600 місць
- ПК ім. М. Калініна 1938; (Рік. 1948, 1954)
- ПК ім. Горького при шахті О.Засядька 1956; Зал на 400 місць
- Палац молоді «Юність» 1970; Зал на 1100 місць
- ДК «Будівельників» ім. Т. Г. Шевченка 1929 р.; Зал на 300 місць
- ПК ім. Пушкіна 1937; Зал на 540 місць
- ДК «Заперевальний» 1975; Зал на 600 місць
- ДК «Треналівка» 1953; Зал на 300 місць

## Інші пам'ятки архітектури
- Залізничний вокзал (м. Дебальцеве, 1878)
- Будинок купецького зборів (м. Маріуполь, 1887)
- Водонапірна вежа (м. Маріуполь)
- Житловий комплекс металургійного заводу імені Ілліча (м. Маріуполь, 1954—1956)
- Лабораторний корпус Слов'янського курорту (м. Слов'янськ, 1901)
- Політехнічний інститут (м. Донецьк, 1928—1929)
- Державний музично-педагогічний інститут (м. Донецьк, 1932)
- Обласна бібліотека імені Крупської (м. Донецьк, 1936)
- Державний театр опери та балету (м. Донецьк, 1941)
- Залізничний вокзал (м. Ясинувата, 1952)
- Музей НДІ (м. Макіївка, 1902—1904)
- Банк (м. Макіївка, 1938—1939)
- Будинок настоятеля монастиря (м. Святогірськ, 1900)
- Готель монастиря (м. Святогірськ, 1877)
- Трапезна монастиря (м. Святогірськ, 1847—1851)
- Будинки-садиби у селах:
  - Ненудне Великоновосілківського району
  - Зелене Добропільського району (1887—1914)
  - Прелесне Слов'янського району (19 ст)

## Меморіальні комплекси
- Савур-могила (с. Саурівка Шахтарського району).

## Пам'ятки археології
- Маріупольський могильник (пізній неоліт)
- Стоянка Амвросіївське костище (пізній палеоліт)
- Стоянка в селі Званівка Артемівського району (пізній палеоліт)
- Неолітичні штольні у смт Широке (м. Харцизьк)
- Святогірське городище (раннє Середньовіччя, салтівська культура)
- Таплинське городище у с. Богородичне Слов'янського району (раннє середньовіччя, салтівська культура)
- городища середньовіччя, салтівської культури та Київської Русі:
  - Сидорівське городище (Велике) (с. Сидорове Слов'янського району)
  - Цареве городище (с. Маяки Слов'янського району)
  - Маяцьке городище (с. Маяки Слов'янського району)
  - Мадо (м. Красний Лиман)
- курганні могильники в селах:
  - Колоски Старобешівського району
  - Федорівка Тельманівського району
  - Гранітне — селище Тельманівського району
  - Петрівське Старобешівського району

## Геральдика
Герб Донецької області з'явився у 1999 році. До появи обласного герба у довіднику «Геральдика України» Донецьку область означали гербом села Хомутове. Із міст Донецької області перший міський герб з'явився у Бахмута. У радянські роки з'явилися герби більшості міст Донецької області, але вони здебільшого не були офіційно затверджені. У 1990-і — 2000-ті роки розробляються нові варіанти гербів, які офіційно приймаються як міські герби рішеннями міських рад.
Першим сільським офіційним гербом у Донецькій області став герб Стили. Він був затверджений у 1996 році. Усього в області понад п'ятдесят сільських гербів — найбільша кількість сільських гербів у порівнянні з іншими областями.